# وعاء قهوة غرفة طروادة

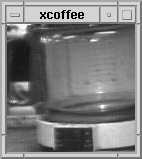
وعاء القهوة ، كما هو معروض في XCoffee

كان وعاء القهوة طروادة عبارة عن آلة لصنع القهوة موجودة في مختبر الكمبيوتر بجامعة كامبريدج ، إنجلترا. وضعت على الإنترنت في عام 1991 من قبل كوينتين ستافورد فريزر وبول جارديتزكي ، وتم نقلها إلى الويب في عام 1993 لتصبح أول كاميرا ويب في العالم.
حتى لا يصاب العاملون في المبنى بخيبة أمل عند العثور على آلة القهوة فارغة بعد الذهاب إلى الغرفة ، تم إعداد كاميرا توفر صورة حية لإبريق القهوة لجميع أجهزة الكمبيوتر المكتبية على شبكة المكتب. بعد أن تم توصيل الكاميرا بالإنترنت بعد بضع سنوات ، اكتسب وعاء القهوة سمعة سيئة على المستوى الدولي كميزة لشبكة الويب العالمية الناشئة ، حتى تم إيقاف تشغيله في عام 2001.

## تطوير

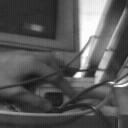
آخر صورة التقطتها كاميرا الويب على الإطلاق ، تظهر يدًا على وشك إيقاف تشغيل الخادم.

تم توصيل الكاميرا ذات اللون الرمادي 128 × 128 بكسل بالشبكة المحلية للمختبر من خلال بطاقة التقاط فيديو مثبتة على كمبيوتر آكرون أرخيمدس . كتب الباحث كوينتين ستافورد فريزر برنامج العميل ، وأطلق عليه اسم إكس كوفي XCoffee واستخدم نظام النافذة إكس ، بينما كتب زميله بول جارديتزكي برنامج الخادم.
في عام 1993 ، اكتسبت متصفحات الويب القدرة على عرض الصور ،  وسرعان ما أصبح واضحًا أن هذه ستكون طريقة أسهل لجعل الصورة متاحة للمستخدمين. تم توصيل الكاميرا بالإنترنت وأصبحت الصورة الحية متاحة عبر بروتوكول نقل النص الفائق في نوفمبر من نفس العام ، بواسطة عالما الكمبيوتر دانييل جوردون ومارتين جونسون. لذلك أصبح مرئيًا في جميع أنحاء العالم ونما ليصبح معلمًا شائعًا لشبكة الويب في بدايتها.

## التقاعد والإرث
بعد انتقال المختبر إلى مقره الحالي ، تم إغلاق الكاميرا في النهاية ، الساعة 09:54 بالتوقيت العالمي المنسق في 22 أغسطس 2001. تضمنت تغطية الإغلاق ما يذكر في الصفحة الأولى في ذا تايمز و واشنطن بوست ، بالإضافة إلى مقالات في وايرد والغارديان.
تم بيع آخر آلات القهوة الأربع أو الخمس التي شوهدت على الإنترنت ، وهي من نوع كروبس ، في مزاد على إيباي مقابل 3،350 جنيهًا إسترلينيًا لموقع الأخبار الألماني صحيفة شبيغل الإلكترونية . تم تجديد الوعاء لاحقًا مجانًا من قبل موظفي كروبس ، وتم تشغيله مرة أخرى في مكتب تحرير المجلة. منذ صيف عام 2016 ، أصبحت آلة صنع القهوة على سبيل الإعارة الدائمة إلى متاحف هاينز نيكسدورف في بادربورن .
تراوحت محاكاة ساخرة لآلة صنع القهوة في غرفة طروادة من بروتوكول التحكم في وعاء القهوة هايبر تكست ، وهو يوم كذبة أبريل 1998 لبروتوكول اتصال ، إلى لعبة فيديو هيتمان 2: سايلنت أساسين لعام 2002 ، حيث يمكن للاعب تدمير "كاميرا القهوة" "في المطبخ كإلهاء. تم ذكر وعاء القهوة أيضًا في دراما الرماة راديو بي بي سي 4 في 24 فبراير 2005.
في الحلقة الأولى من الموسم الرابع من شبكة إيه إم سي التلفزيونية هالت أند اتش فاير(مسلسل تلفزيوني) ، يظهر تصويرا لوعاء القهوة أول كاميرا ويب تظهر على شبكة الويب العالمية الناشئة.

## روابط خارجية
- موقع الويب الأصلي لآلة القهوة Trojan Room والجدول الزمني للتطور
- أرشيف الإنترنت الخاص بالموقع
- كاميرا ويب جديدة لوعاء القهوة في مكاتب Spiegel Online
- The Trojan Room Coffee Machine على مشروع الدليل المفتوح
- Heinz Nixdorf Museum Paderborn - CoffeeCam Live View
- مقابلة YouTube Computerphile مع كوينتين ستافورد فريزر